# ゼネラル・エレクトリック GE38
ゼネラル・エレクトリック GE38（General Electric GE38）（アメリカ軍識別符号：T407/T408）は、GE・アビエーションが開発したガスタービンエンジン。

## 開発
ゼネラル・エレクトリック・エアクラフト・エンジンズ（当時のGE・アビエーション）により、1983年に6,000軸馬力級のエンジンの開発が開始された。まず、1983年から1986年にかけてアメリカ陸軍の技術実証機（MTDE：Modern Technology Demonstrator Engine）としてターボシャフトエンジンGE27が開発された。GE27は、1967年より行われたMTDE計画で開発されたターボシャフトエンジンGE12（T700）の延長線上にある5,000から6,000軸馬力級のエンジンで、CH-47の後継機用、P-3のエンジン更新用途、統合垂直離着陸研究（JVX、後のV-22）で検討の対象となった。1983年12月にはコア部分の初稼働に成功、1984年末にエンジン自体が初稼働し、1987年までにコンポーネント単位で4,000時間、エンジンとして800時間の試験が行われた。4つの世界記録（燃料消費率、比出力、出力重量比、軸圧比）を樹立し、ターボプロップエンジン型も開発された。これを原型に、後にT407-GE-400として制式化された軍事用のターボシャフトエンジン／ターボプロップエンジン、後にGLC38として開発された民間向けのターボプロップエンジン、ターボファンエンジンが並行して開発され、ターボファンエンジンはゼネラル・エレクトリック CFE738となった。
軍事用としてはJVX計画からは脱落したが、CH-47、C-130、P-3等への搭載を想定し、各国への販売を企図された。リスク低減のためテキストロン傘下のライカミング・エンジンズ、ラストン、アライドシグナル傘下のベンディクスを1988年に、1989年にはスティール・プロダクツ・エンジニアリング（SPECO、Steel Products Engineering）を計画に加え、ゼネラル・エレクトリックを主幹事、ライカミングを副幹事とした。1988年10月、T406よりも良好と判断されターボプロップ版がP-7に採用されることになり、T407-GE-400として制式化された。1990年にP-7計画自体はキャンセルされたが、T407は1,000時間の地上試験が行われた。民間向けには、GLC38（ゼネラル・エレクトリック／ライカミング・コマーシャル）として販売を行ったが、サーブ 2000ではアリソン AE 2100に敗れ、デ・ハビランド・カナダ DHC-8-400への採用を目指したが計画自体が延期されたことで果たせなかった。CASA 3000でも検討されたが、これは計画中止となった。
しかし、ゼネラル・エレクトリックのターボシャフトエンジンとしてロールス・ロイス AE 1107C-リバティーとプラット・アンド・ホイットニー・カナダ PW150と競合するエンジンはGE38であった。2006年4月に決定したCH-53Eの改良計画であるCH-53Kのエンジンに出力を15から20%ほど増大させた改良型GE38-1Bで応募し、12月に採用された。2010年5月には初期試験を完了、2014年にはT408-GE-400としてアメリカ海軍から16基の受注を得た。CH-53Kは2015年に初飛行を遂げたが、この時までに4,500時間以上の地上試験が行われ、その後の飛行試験は1,200時間以上行われた。
なおGE38-1Bの開発は、18%をMTUエアロ・エンジンズが分担した。また、GE38-1Bの受注成功は、派生型としてのターボプロップエンジンCPX38計画に発展している。

## 型式
- GE27：原型、ターボシャフトエンジンの技術実証機。
- GE38（T407-GE-400）：ターボシャフトエンジン及びターボプロップエンジン。ターボプロップ版がP-7に採用されたが計画キャンセル。
- GLC38：ターボプロップエンジン、不採用。
- GE38-1B（T408-GE-400）：ターボシャフトエンジン、CH-53Kに採用。
- CPX38：ターボプロップエンジン、開発中。

## 要目

### GE38-1B（T408）
一般的特性
- 形式: ターボシャフトエンジン
- 全長: 57.5インチ (146 cm)
- 直径: 27インチ (69 cm)
- 乾燥重量:

構成要素
- 圧縮機: 遠心式圧縮機x1、軸流式圧縮機x5
- 燃焼器: アニュラ型燃焼器
- タービン: 高圧x2、低圧x3

性能
- 出力: 7500SHP
- 出力重量比:

出典: 